# Armée des Pyrénées orientales
L’armée des Pyrénées-Orientales est une armée de la Révolution française qui combattit les troupes espagnoles et portugaises lors de la guerre du Roussillon.

## Création et évolution
- créée, par décret du 30 avril 1793, de la division de l'armée des Pyrénées en armée des Pyrénées-Orientales et en armée des Pyrénées occidentales, au déclenchement de la guerre du Roussillon contre l'Espagne et le Portugal.
- elle est dissoute par arrêtés des 26 thermidor, 8 et 30 fructidor An III et cesse d'exister le 20 vendémiaire An IV après conclusion de la paix avec l'Espagne.

## Généraux
- du 1er au 13 mai 1793, par intérim : général Chameron
- du 14 mai au 6 août 1793 : général de Flers
- du 7 août au 11 septembre 1793, provisoirement : général Puget-Barbantane
  - subordonnément toutes les troupes cantonnées depuis Olette jusqu'à la Garonne : général Dagobert
  - du 4 au 17 septembre, subordonnément le corps resté à Perpignan : général d'Aoust
  - du 11 au 17 septembre, la division de Salces : général Goguet
- du 13 au 29 septembre 1793, toute l'armée réunie sous Perpignan : général Dagobert
- du 29 septembre au 11 octobre 1793, provisoirement, toute l'armée réunie sous Perpignan :  général d'Aoust, tandis que Dagobert retourne à la division de Cerdagne
- du 12 octobre au 21 novembre 1793 : général Turreau
- du 22 novembre au 27 novembre 1793, provisoirement : général d'Aoust
- du 28 novembre au 20 décembre 1793 : général Doppet
- du 21 décembre 1793 au 15 janvier 1794 par intérim : général d'Aoust
- du 16 janvier au 18 novembre 1794 : général Dugommier
- du 18 novembre 1794 au 29 mai 1795, provisoirement : général Pérignon (*)
- du 30 mai au 15 septembre 1795 : général Schérer
- du 16 septembre au 12 octobre 1795 : général Lamer

(*) ce général est devenu par la suite maréchal d’Empire

## Opérations
Quand débute la guerre avec l'Espagne, l'armée des Pyrénées-Orientales opère dans le département homonyme et en Catalogne jusqu'à la paix en 1795.

## Observations
Les troupes aux ordres du général Dagobert, désignées par les noms d'armée du Centre, armée de Cerdagne et armée du Mont-Libre, ne sont considérées par le Ministre que comme une division de l'armée des Pyrénées-Orientales.
Le général Puget-Barbantane s'étant, dans la nuit du 3 au 4 septembre 1793, retiré sur Salses avec une partie de l'armée des Pyrénées orientales, cette armée se trouve partagée en trois corps dont deux placés en Cerdagne et sous Perpignan et commandés par les généraux Dagobert et D'Aoust, reçoivent à tort les dénominations d'armée centrale des Pyrénées et d'armée de Perpignan. Ces corps ne sont pas des armées particulières, mais seulement de forts détachements de celle des Pyrénées-Orientales dont le quartier général a suivi les troupes campées à Salses.
Du 12 au 17 septembre, entre la démission du général Puget-Barbantane et l'arrivée à Perpignan du général Dagobert, les trois corps de l'armée des Pyrénées-Orientales restent à peu près isolés. Le général Dagobert, nommé par les Représentants au commandement en chef, n'entre en fonctions que le 18, à son arrivée à Perpignan, où les deux corps de Salses et de Perpignan étaient réunis par suite de la victoire de Peyrestortes remportée la veille.
En décembre 1793, ces effectifs étaient de 55 000 hommes.
À la suite d'une série d'échecs ayant démoralisé l'armée, les représentants Milhaud et Soubrany font arrêter, entre le 10 et le 20 janvier 1794, 17 généraux de l'armée des Pyrénées-Orientales, parmi lesquels le commandant en chef par intérim, le général d'Aoust.
À sa dissolution, elle comprenait :
- 18 bataillons et un régiment de troupes à cheval restent en garnison dans l'arrondissement de l'armée
- 17 demi-brigades et un régiment de troupes à cheval passent à l'armée d'Italie
- 12 bataillons d'infanterie de ligne, moitié d'une demi-brigade d'infanterie légère, un régiment de troupes à cheval, 2 compagnies de sapeurs, 5 compagnies d'artillerie, une compagnie d'ouvriers sont destinées à former dans le département du Gard un camp de repos et d'instruction, qui prend temporairement le nom d'armée du Midi. À la fin janvier 1796, ces troupes seront dirigées sur l'armée d'Italie.

## Régiments
Régiments ayant fait partie de l'Armée des Pyrénées-Orientales
- 7e régiment d'infanterie (ci-devant Champagne)
- 19e régiment d'infanterie (ci-devant Flandre)
- 61e régiment d'infanterie de ligne (ci-devant Vermandois)
- 1er bataillon d'infanterie légère
- 14e régiment de chasseurs à cheval
- 19e régiment de chasseurs à cheval
- 27e régiment de cavalerie
- Cavalerie de Montpellier
- Dragons du Tarn
- Cavalerie de la légion des Pyrénées
- Légion des Corbières

ayant participé à la Bataille de Peyrestortes (à ce moment-là on ne parlait pas de régiment mais de demi brigade)
- Détachement du 7e régiment d'infanterie (ci-devant Champagne)
- Détachement du 53e régiment d'infanterie de ligne (ci-devant Alsace)
- Détachement du 61e régiment d'infanterie de ligne (ci-devant Vermandois)
- 1er bataillon du 79e régiment d'infanterie de ligne (ci-devant Boulonnais)
- 4e bataillon de volontaires de l'Aude[3]
- Volontaires de Maine-et-Loire
- 3e régiment de la cavalerie nationale de Montpellier
- 2e régiment de hussards

- 13e demi-brigade de première formation (bataille du Boulou notamment)

## Principaux faits d'armes
- Bataille du Mas Deu
- Combat du Vernet
- Bataille de Peyrestortes
- Bataille de Trouillas
- Deuxième bataille du Boulou
- Combat de Bastan
- Bataille de la Sierra Negra

Le 19 prairial an II (7 juin 1794), la Convention nationale décrèta que « l'armée des Pyrénées-Orientales avait bien mérité de la Patrie »